# جوني ألموند
جوني ألموند (بالإنجليزية: Johnny Almond)‏ هو عازف ساكسفون وملحن بريطاني، ولد في 29 يوليو 1946 في منطقة أنفيلد في المملكة المتحدة، وتوفي في 18 نوفمبر 2009 في هايوارد في الولايات المتحدة.

## وصلات خارجية
- جوني ألموند على موقع ميوزك برينز (الإنجليزية)
- جوني ألموند على موقع ديسكوغز (الإنجليزية)